# Norauea Village (ort i Kuria)
Norauea Village är en ort i Kiribati.   Den ligger i örådet Kuria och ögruppen Gilbertöarna, i den södra delen av landet, 130 km söder om huvudstaden Tarawa. Norauea Village ligger 7 meter över havet och antalet invånare är 219. Den ligger på ön Kuria.
Terrängen runt Norauea Village är mycket platt.  Närmaste större samhälle är Takaeang Village, 16,7 km öster om Norauea Village. 